# Ferdinandea nepalensis
Ferdinandea nepalensis är en tvåvingeart som beskrevs av Claussen och Weipert 2003. Ferdinandea nepalensis ingår i släktet guldblomflugor, och familjen blomflugor.
Artens utbredningsområde är Nepal. Inga underarter finns listade i Catalogue of Life.